# Lauterbach (Assia)
Lauterbach (Assia) è una città tedesca di 13 880 abitanti situata nel circondario di Vogelsberg nell'est dell'Assia.
La frazione di Frischborn è attraversata dalla Lauter, affluente del fiume Schlitz.